# Genezarethkirche (Berlin-Neukölln)

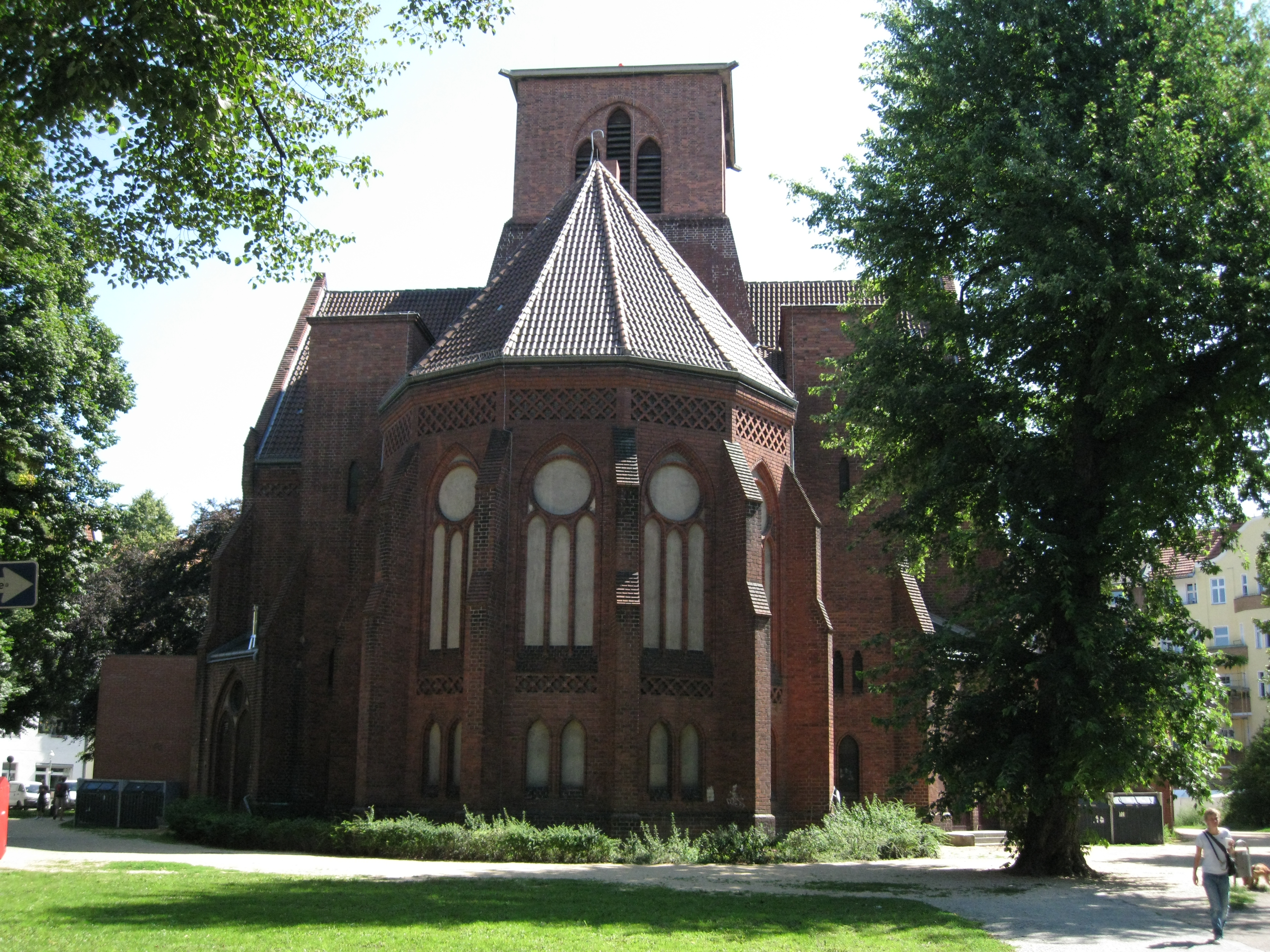
Chorseite des Gotteshauses

Die Genezarethkirche im Schillerkiez des heutigen Berliner Ortsteils Neukölln ist ein zwischen 1903 und 1905 nach Plänen von Franz Schwechten im neogotischen Stil errichtetes Kirchengebäude. Im Zweiten Weltkrieg richteten Luftangriffe der Alliierten schweren Schaden an. 1955 begann der Wiederaufbau, der 1959 vollendet war. Seit den späten 1990er Jahren bildet sie mit der Fürbitt-Melanchthonkirchengemeinde den Pfarrsprengel Nordwest-Neukölln im Evangelischen Kirchenkreis Neukölln. Ende der 2010er Jahre erfolgte eine weitere Fusion mit der Martin-Luther-Kirche. Dieser Sprengel gehört zur EKBO. Die Genezarethkirche wurde 2020 vollständig zu einem Projektraum, aber nicht entwidmet.
Seit dem genannten Jahr steht eine religionsübergreifende und offene Nutzung der Genezarethkirche im Mittelpunkt der Aktivitäten. Für reine religiöse Verrichtungen wie Gottesdienste, Taufen, kirchliche Hochzeiten, Einsegnungen, Trauerfeiern werden die Melanchthon- und die Martin-Luther-Kirche genutzt.

## Geschichte

### Vorgeschichte bis zum Bau
Im nahegelegenen Berlin führte im 19. Jahrhundert die Industrialisierung zu einem Anstieg der Einwohnerzahl durch zuwandernde Arbeitssuchende. Als Folge des ständigen Einwohnerzuwachses wurde städtischer Boden für Wohngebäude knapp, sodass sich das Interesse auf die Landgemeinden vor den Toren Berlins richtete, zu denen auch Rixdorf gehörte. Die einzige größere Kirche der evangelischen Christen war die Magdalenenkirche, die für die vielen Gläubigen nicht mehr ausreichte. So entstand der Wunsch nach einer zweiten Predigtstätte. Es bildete sich eine neue Gemeinde, die 1891 ihren ersten eigenen Gottesdienst ohne eigenen Kirchenraum hielt. Der Kirchengemeinde wurde ein Vermächtnis in Höhe von 100.000 Mark (kaufkraftbereinigt in heutiger Währung: rund 821.000 Euro) zur Errichtung einer Kirche zuteil. Zusätzlich stellte der Kirchenbauverein einen Betrag von 20.000 Mark zur Verfügung. Die Gemeinde Rixdorf übereignete den Herrfurthplatz der Kirchengemeinde unentgeltlich mit der Bestimmung, darauf ein Gotteshaus zu bauen. Im Jahr 1901 wurde mit dem Bebauungsplan der Stadt Rixdorf das Straßenraster mit der Schillerpromenade, dem Herrfurthplatz und den angrenzenden Straßen in seiner jetzigen Form festgelegt. In den Folgejahren errichteten mehrere Terraingesellschaften Mietwohnhäuser. Die Grundsteinlegung für ein Kirchengebäude, geplant vom Architekten Franz Schwechten, erfolgte am 18. September 1903, die Einweihung konnte am 4. Juni 1905 feierlich begangen werden. Sie nahm den Namen Genezarethkirche nach dem See Genezareth an, der eng mit der christlichen Geschichte verbunden ist.

### Die Kirche im Laufe der Zeit
Die Farbverglasungen kamen 1907, 1911 und 1912 hinzu. Die Orgel befand sich auf der Empore hinter dem Altar.
Im Ersten Weltkrieg, vom August 1915 bis November 1918 diente die Genezarethkirche zugleich als Garnisonkirche für die Infanterietruppen, die in den umliegenden Schulen untergebracht waren. Im April 1917 beschlagnahmte die Militärverwaltung die 23 Prospektpfeifen der Orgel, die aus reinem Zinn waren, als Metallspende des deutschen Volkes für die Umarbeitung in Kriegsgeräte.
Im Oktober 1927 wurden vor den Kirchenfenstern enge Drahtgitter angebracht, um diese vor dem Hineinwerfen von Steinen zu schützen, die immer wieder bei politischen Auseinandersetzungen geworfen wurden. Der zunehmende Flugverkehr vom und zum nahegelegenen Flugplatz Tempelhof führte dazu, dass aus Sicherheitsgründen am 1. Juli 1928 eine leuchtstarke rote Turmbeleuchtung auf dem Kirchturm montiert wurde, um damit die Flugzeuge vor Kollisionen mit dem Bauwerk zu warnen. Schließlich wurde im Winter 1939/1940 aus dem gleichen Grund die 24 Meter hohe Kirchturmspitze abgetragen und die Turmhöhe damit auf 38 m verringert. Ansonsten blieb die Kirche unverändert. Das Innere der Kirche hatte durch die Bauarbeiten am Turm erhebliche Schäden davongetragen. Trotz des inzwischen ausgebrochenen
Zweiten Weltkriegs fand von April 1941 bis Mai 1942 eine gründliche Neugestaltung des Innenraums der Kirche statt. Die bunten Fenster wurden gegen eine helle Verglasung ausgetauscht. – Am 29. Januar 1945 richteten Bomben schweren Schaden an: Das ganze Kirchendach wurde abgedeckt, sämtliche Fensterrahmen mit ihren Schutzgittern herausgerissen und Türen zersplitterten, das Gestühl und die Kanzel wurden beschädigt. Die Decke über dem linken Seitenschiff war auf die Empore gestürzt, die übrigen Decken waren durchlöchert. Die Dachsparren waren abgebrannt und das Uhrwerk herausgefallen. Aus der zerstörten, unbenutzbaren Kirche entwendeten Einwohner insbesondere brennbares Material, weil Kohlen und Holz zum Heizen knapp waren.
Nach Kriegsende musste der noch verbliebene bauliche Rest des Kirchturms mit der Glockenstube auf Befehl des amerikanischen Hauptquartiers in Berlin abgetragen werden. Denn nun nutzten amerikanische Militärflugzeuge den Flugplatz, und deren Sicherheit hatte oberste Priorität. Die drei Glocken wurden zunächst im Kirchenschiff abgestellt, im September 1947 dann in das Gemeindehaus zur Aufbewahrung gebracht. Für die kleinste Glocke errichteten Gemeindemitglieder im Garten des Gemeindehauses einen hölzernen Glockenstuhl, sie wurde am 2. November 1947 aufgehängt und neu geweiht.

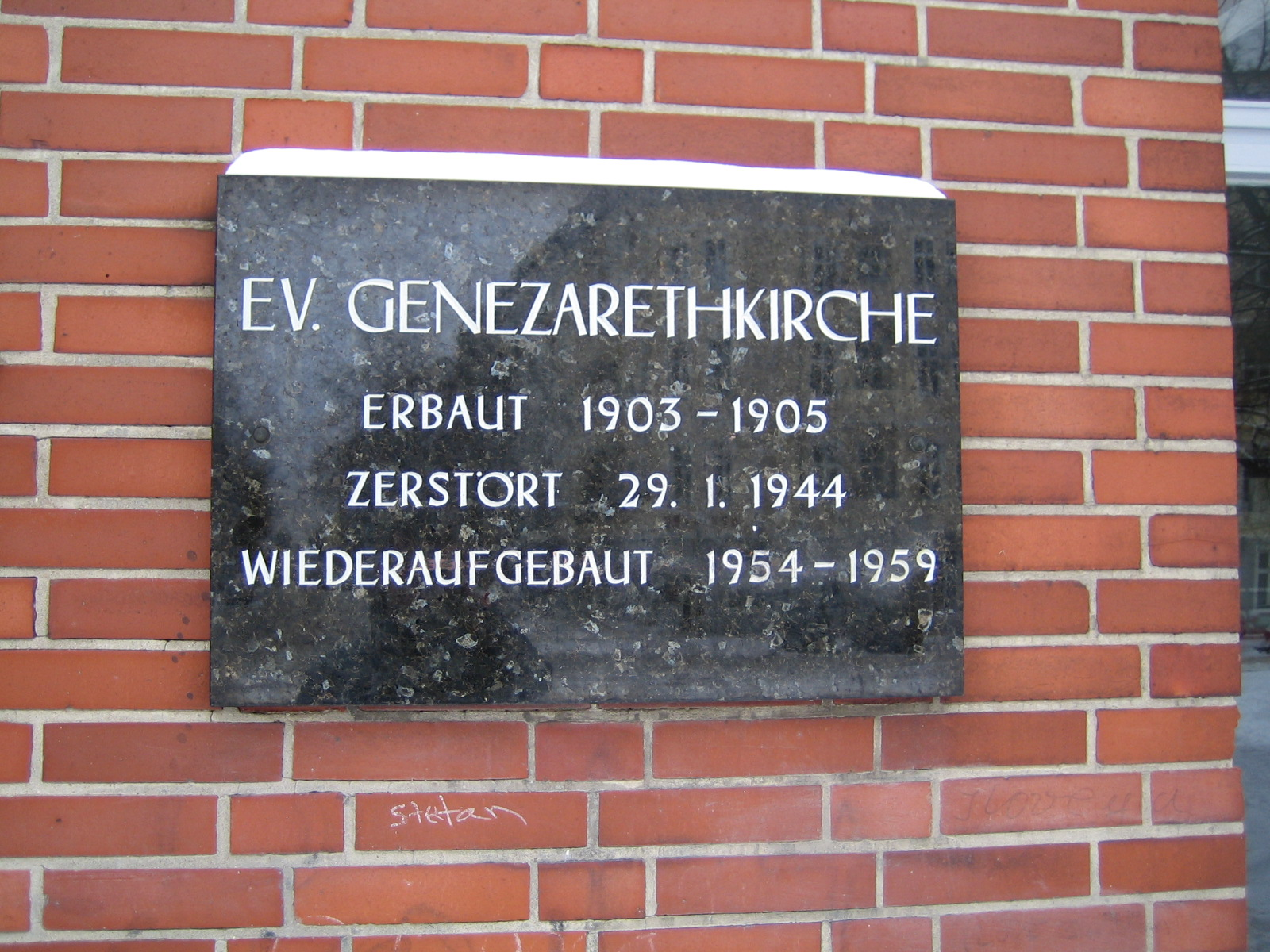
Gedenktafel

Am 1. April 1948 wurde die Genezareth-Kirchengemeinde selbstständig. Einige Jahre erfolgten lediglich Aufräumarbeiten an der Kirchenruine, bis 1955 standen nur die Umfassungsmauern der Kirche. Danach, aus Anlass des 50-jährigen Kirchenjubiläums, wurde mit dem Wiederaufbau begonnen, zunächst mit der Glockenstube. Der Turm durfte allerdings nur noch eine Höhe von 30 Meter haben. Am 20. September 1959 wurde die Kirche am Herrfurthplatz 14 wieder eingeweiht und erst 1957, nachdem der Glockenstuhl fertig aufgebaut war, konnten die übrigen zwei Glocken wieder zurück in die Kirche.

### Radikale Umbauarbeiten
Zwischen 2003 und 2006 wurde die Kirche nach einem Entwurf von Gerhard Schlotter umgebaut und erweitert, was zu einer anderen Wahrnehmung des ursprünglichen Sakralbaus führte. Die Kubatur passt nicht mehr zu der Dimension des Platzes. Auch ist der Kirchraum kleiner geworden. Neben einem Café entstanden Büro- und Gruppenräume zur Nutzung für Gruppen und Initiativen aus der Kirchengemeinde und dem Wohnumfeld. Darüber hinaus wurden alle Aktivitäten der Gemeinde aus dem Gemeindehaus an der Schillerpromenade in die Kirche verlagert. Die Krypta erhielt hinterleuchtete Fenster, die dem Umbau vom Ende der 1950er Jahre entstammten; bei den Arbeiten im Jahr 2003 wurden sie ausgebaut.
Wegen aller Umbauarbeiten steht das Kirchengebäude nicht unter Denkmalschutz.

## Gebäudearchitektur

### Außen

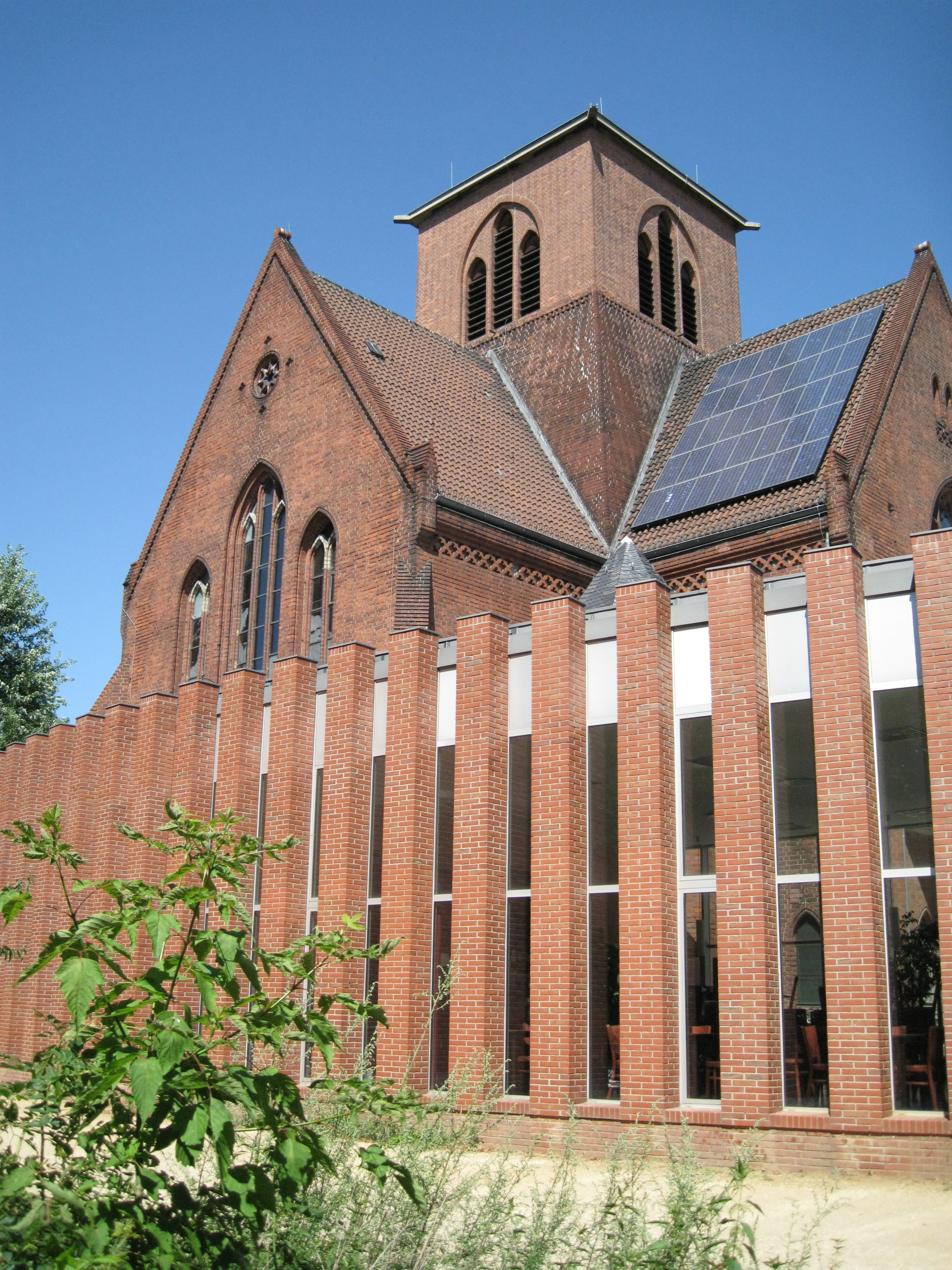
Kirche mit Photovoltaikanlage und Anbau

Schwechten hielt sich noch an das Eisenacher Regulativ, das für Kirchenbauten hauptsächlich gotische Stilformen vorschrieb. Jedoch wählte er für seinen unverputzten Backsteinbau kein Langhaus mehr, sondern einen zentralen Grundriss in der Form eines Kreuzes mit gleich langen Armen. Fenster und Türen hatten aber noch gotische Spitzbogenformen. Der 62 Meter hohe Turm wurde über der Vierung angeordnet.

### Innenraum
Der Innenraum war in hellen Farben gehalten, die hohen gotischen Bogenfenster hatten einfaches Glas. 1906 wurden wegen der Zugluft überall Doppelfenster eingebaut. Die Innenwände und das Deckengewölbe erhielten einen Farbanstrich, auch die Treppenhäuser und die Nebenräume wurden ausgemalt. In den Jahren 1907, 1911, 1912 erhielten die Fenster unter den Emporen, dann auch die hohen Fenster in den Giebeln eine bunte figürliche Verglasung. Über den Wandflächen erhob sich ein durch Gurte in Felder geteiltes Kreuzgewölbe.

## Ausstattung

### Altar und Weiteres
Das Gestühl, der Altar, die Emporen-Balustraden und der Orgelprospekt waren in braunem Holz gehalten. Das Altarbild aus der Glasmosaik-Werkstatt Puhl & Wagner stellt den sinkenden Petrus dar. Es hängt jetzt in der östlichen Fensternische. Dieses Bild bezieht sich auf den Namen der Kirche, denn die dargestellte Szene spielt sich auf dem See Genezareth ab.
Als beim Wiederaufbau nach dem Zweiten Weltkrieg das Dach gedeckt war, konnten die Arbeiten im Innenraum der Kirche beginnen. Zunächst wurden die Innendecken wieder eingezogen. Die Sakristei wurde ausgebaut und die Vorhalle umgebaut. Die Fenster wurden wieder verglast und die Wände wieder abgeputzt. Anschließend wurden die Tischler- und die Malerarbeiten erledigt. Nachdem die Kirche soweit instand gesetzt war, wurde 1959 Werner Harting mit der Ausgestaltung des Innenraums beauftragt. Um den zentralen Charakter des Bauwerks zu betonen, erhielt das Taufbecken einen Platz in der Mitte des Raumes und das Kirchengestühl wurde um das Taufbecken herum angeordnet. Die Orgel kam wieder an ihren ursprünglichen Platz hinter dem Altar. Der hinter dem Altar vorhandene Chorraum wurde durch eine durchbrochene farbige Glaswand, den Brennenden Dornbusch von HAP Grieshaber, vom Kirchenraum abgetrennt. Der 18 Meter hohe Brennende Dornbusch ist in der Genezarethgemeinde bis heute umstritten. – An der Glaswand wurde 1964 ein großes Kruzifix von Christian Höpfner, einem Schüler von Richard Scheibe, angebracht, das inzwischen wieder entfernt wurde. Der Altar, der Taufstein und das Pult sind nach Hartings Entwürfen gefertigt.
Der Altar in der Krypta besteht aus zwölf Sandsteinplatten aus einem Steinbruch nordöstlich des Sees Genezareth. Seit 2002 befindet sich auf diesem Altar ein Kruzifix der Berliner Künstlerin Anna Franziska Schwarzbach, das aus drei Edelstahlelementen besteht. Das Leiden Christi wird symbolisch durch einen geneigten Kopf angedeutet.

### Orgel
Seit 1961 steht hinter dem Altar auf der Empore die Schuke-Orgel mit drei Manualen und 38 Registern. Ihre Disposition kann bei Orgel Databank eingesehen werden.

### Glocken
Die drei Gussstahlglocken, 1904 vom Bochumer Verein hergestellt und am 27. Juli 1904 im Turm aufgehängt, haben beide Weltkriege überstanden, weil für Stahlguss bei den Behörden kein Interesse bestand.
Eine Inventarliste der Gießerei enthält folgende Angaben: das Ensemble aus Glocken mit Klöppel, Lager, Achsen und Läutehebel kostete in der Herstellung 3.649 Mark (kaufkraftbereinigt in heutiger Währung: rund 30.000 Euro).
| Glocke | Schlagton | Gewicht | Durchmesser | Höhe    | Inschrift      |
| ------ | --------- | ------- | ----------- | ------- | -------------- |
| 1      | dis'      | 1280 kg | 1430 mm     | 1275 mm | ICH BIN´S.     |
| 2      | fis'      | 0820 kg | 1260 mm     | 1120 mm | KOMM HERR!     |
| 3      | gis'      | 0555 kg | 1124 mm     | 1005 mm | HERR HILF MIR! |

## Neues Nutzungskonzept seit 2020
Die Gesamtausstattung wird seit dem Jahr 2020 als Projekt Startbahn vollständig umgestaltet, neue kulturelle Nutzungen stehen nun im Vordergrund. Den Kirchenbesuchern wird das bereits durch das neue Schild vor dem Eingang angekündigt mit „Punk und Gott“. Die Pfarrerin (Anja Siebert-Bright) wurde zur Geschäftsführerin und theologische Leiterin des Startbahn-Projektes. Der Projektname verweist einerseits auf die Nähe zum früheren ersten Berliner Flugplatz mit seinen Start- und Landebahnen, andererseits drückt er den Beginn (Start) einer neuen Nutzungsrichtung (Bahn) aus.
Die Entscheidung der Kirchenleitung zur Umnutzung beruht auf dem deutlichen Mitgliederschwund der evangelischen Kirche und dem damit auch immer knapper werdenden Budget. Die wichtigsten Änderungen infolge des Projekts bestehen darin, dass Veranstaltungen organisiert werden wie
- Urban Monks (eine Morgenmeditation ohne eine bevorzugte Religion). Ein Mann aus den USA, der aus einem buddhistischen Kloster kommt, leitet diese Andacht;
- Ecstatic Dance, bei dem sich die Menschen einfach durch wildeste Bewegungen ausdrücken oder
- das Innere fast beliebig farbig gestaltet wird – Fenster sind mit Streetart versehen, die Decken neu bemalt, die Toiletten zu All-Gender-Einrichtungen umgebaut. Auf einer Seite der Emporengalerie sind Liegestühle aufgestellt und eine Palme ziert das Ambiente – unter dem Motto „Chat & Relax“. Auf der anderen Seite laden auf farbig angemalten Stufen Kissen ein – Motto „Breath & Inspire“.[1]
- die christlichen Ausstattungssymbole wurden jedoch nicht entfernt.

Monatlich findet eine vorher nicht näher festgelegte Kirche kunterbunt statt, die Pfarrerin beschreibt die Aktionen so: „Wir sind bunt, wir sind laut, wir machen unser Ding. Wir laden Leute ein, die sonst nicht reinpassen. Wir wollen anecken“.
Es können auch moderne Hochzeiten hier ausgerichtet werden, zu denen zwei Pfarrer und zwei Eventmanager bereitstehen. Einmieten können sich auch Firmen oder Privatleute für Veranstaltungen oder Kulturvereine und Ausstellungsmacher. Early Night Raves for Mums, Seniorentreffs, Krabbelgruppen auf einem großen roten Teppich und vieles andere ist möglich, wenn es unter dem Aspekt Spiritualität steht. Die Einrichtung versteht sich hauptsächlich als neues soziales und gesellschaftliches Zentrum im Schillerkiez und wird gut angenommen.